# Maksim Sałasz
Maksim Sałasz (ur. 6 maja 1996 w Mińsku) – białoruski koszykarz grający na pozycji silnego skrzydłowego w białoruskiej drużynie Cmoki Mińsk.

## Osiągnięcia
Drużynowe
- Mistrz:
  - Białorusi (2018)
  - Estonii (2019)

Reprezentacja
- Uczestnik mistrzostw Europy dywizji B:
  - U–16 (2012)
  - U–18 (2013)
  - U–20 (2014, 2015, 2016)

## Statystyki

### W rozgrywkach krajowych
| Sezon     | Drużyna                  | M  | S5 | MPG  | FG%   | 3P%   | FT%   | RPG | APG | SPG | BPG | PPG  |
| --------- | ------------------------ | -- | -- | ---- | ----- | ----- | ----- | --- | --- | --- | --- | ---- |
| 2012/2013 | Cmoki II Mińsk (BLK)     | 7  | 2  | 9,1  | 30,0% | 0%    | 66,7% | 2,4 | 0,3 | 0,4 | 0,1 | 2,3  |
| 2014/2015 | Peñas Huesca (LEB Oro)   | 28 | 14 | 20,0 | 46,6% | 19,4% | 70,2% | 4,1 | 0,7 | 0,6 | 0,3 | 7,0  |
| 2014/2015 | Baloncesto Sevilla (ACB) | 1  | 0  | 0,1  | –     | –     | –     | 0,0 | 0,0 | 0,0 | 0,0 | 0,0  |
| 2015/2016 | Ourense Termal (LEB Oro) | 35 | 29 | 19,4 | 39,6% | 12,8% | 76,8% | 4,4 | 0,3 | 0,7 | 0,4 | 6,1  |
| 2016/2017 | Polfarmex Kutno (PLK)    | 26 | 0  | 15,5 | 45,8% | 24,2% | 60,0% | 3,3 | 0,7 | 0,7 | 0,4 | 5,2  |
| 2017/2018 | Cmoki Mińsk (BLK)        | 5  | 2  | 22,8 | 65,3% | 30,0% | 60,0% | 8,8 | 1,8 | 0,8 | 0,6 | 16,4 |
| 2018/2019 | Kalev/Cramo (KML)        | 6  |    | 14,5 | 50,0% | 33,3% | 64,7% | 4,0 | 0,8 | 0,5 | 0,3 | 8,8  |

### W rozgrywkach międzynarodowych
| Sezon     | Drużyna                              | M  | S5 | MPG  | FG%   | 3P%   | FT%   | RPG | APG | SPG | BPG | PPG  |
| --------- | ------------------------------------ | -- | -- | ---- | ----- | ----- | ----- | --- | --- | --- | --- | ---- |
| 2017/2018 | Cmoki Mińsk (Liga Mistrzów)          | 6  | 0  | 12,1 | 36,4% | 20,0% | 75,0% | 2,2 | 0,5 | 0,3 | 0,2 | 2,0  |
| 2017/2018 | Cmoki Mińsk (Europe Cup)             | 14 | 0  | 14,7 | 44,8% | 36,8% | 68,8% | 2,0 | 0,9 | 0,6 | 0,1 | 5,0  |
| 2017/2018 | Cmoki Mińsk (VTB)                    | 24 | 1  | 13,9 | 39,8% | 31,6% | 75,0% | 2,3 | 0,7 | 0,4 | 0,3 | 4,5  |
| 2018/2019 | Kalev/Cramo (VTB)                    | 17 | 0  | 10,6 | 47,5% | 30,0% | 65,0% | 2,1 | 0,7 | 0,6 | 0,1 | 4,2  |
| 2018/2019 | Kalev/Cramo (Liga Łotewsko-Estońska) | 27 | 6  | 16,3 | 53,2% | 29,6% | 69,1% | 4,2 | 0,9 | 0,6 | 0,6 | 8,4  |
| 2019/2020 | Cmoki Mińsk (Liga Mistrzów)          | 2  | 2  | 12,6 | 0%    | 0%    | 50,0% | 4,5 | 0,5 | 0,0 | 1,0 | 1,0  |
| 2019/2020 | Cmoki Mińsk (Europe Cup)             | 14 | 14 | 30,7 | 49,0% | 32,3% | 76,9% | 6,5 | 1,9 | 0,9 | 1,0 | 14,0 |
| 2019/2020 | Cmoki Mińsk (VTB)                    | 19 | 16 | 30,7 | 55,9% | 28,0% | 73,1% | 6,3 | 1,8 | 1,0 | 0,7 | 12,9 |